# Manica parasitica
Manica parasitica är en myrart som först beskrevs av William Steel Creighton 1934.  Manica parasitica ingår i släktet Manica och familjen myror. IUCN kategoriserar arten globalt som sårbar. Inga underarter finns listade i Catalogue of Life.

## Bildgalleri

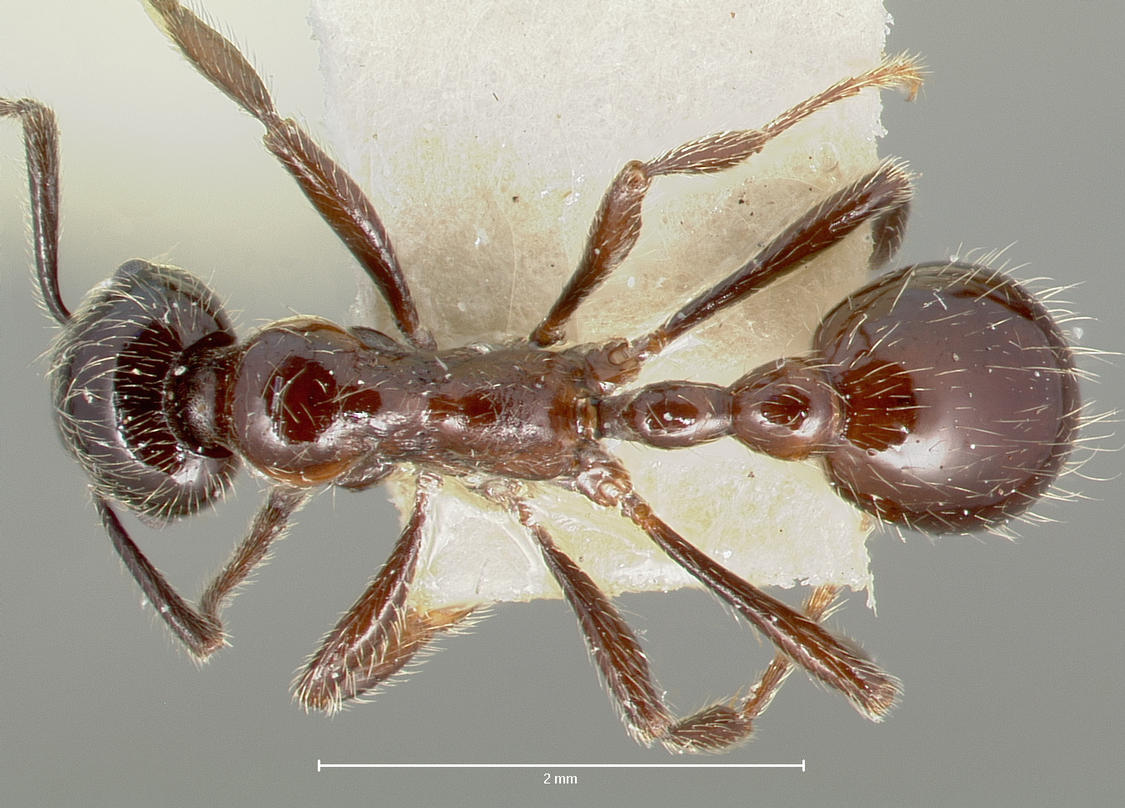
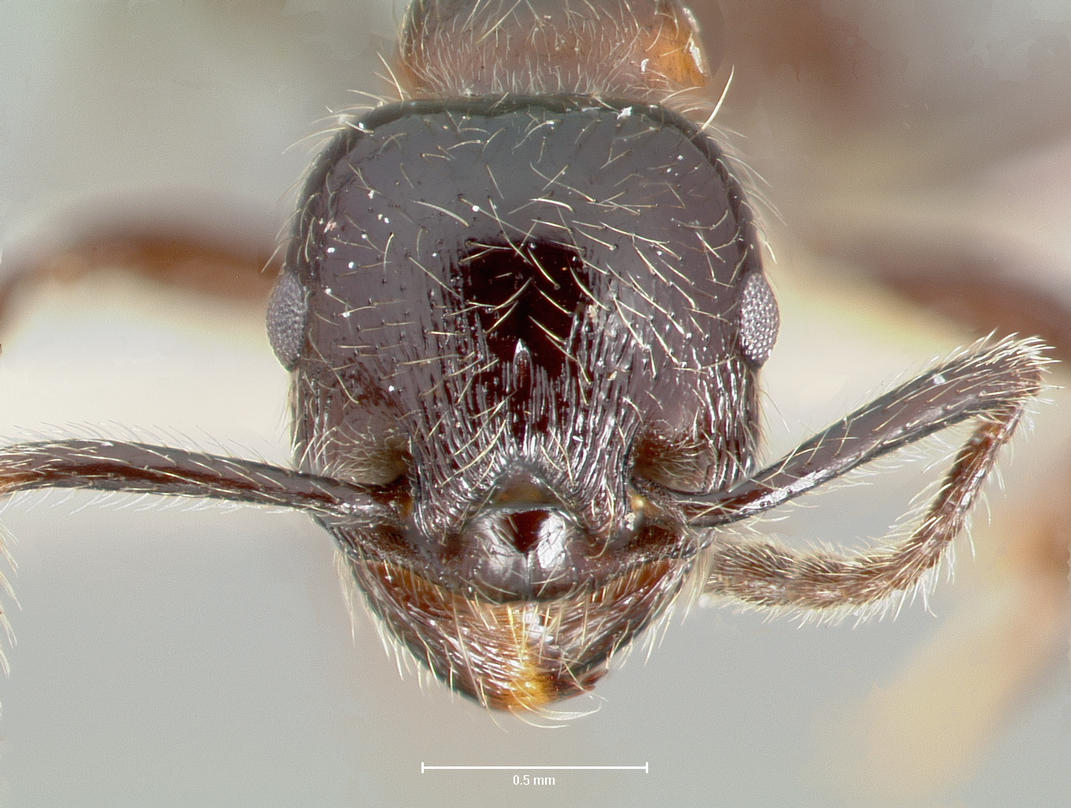
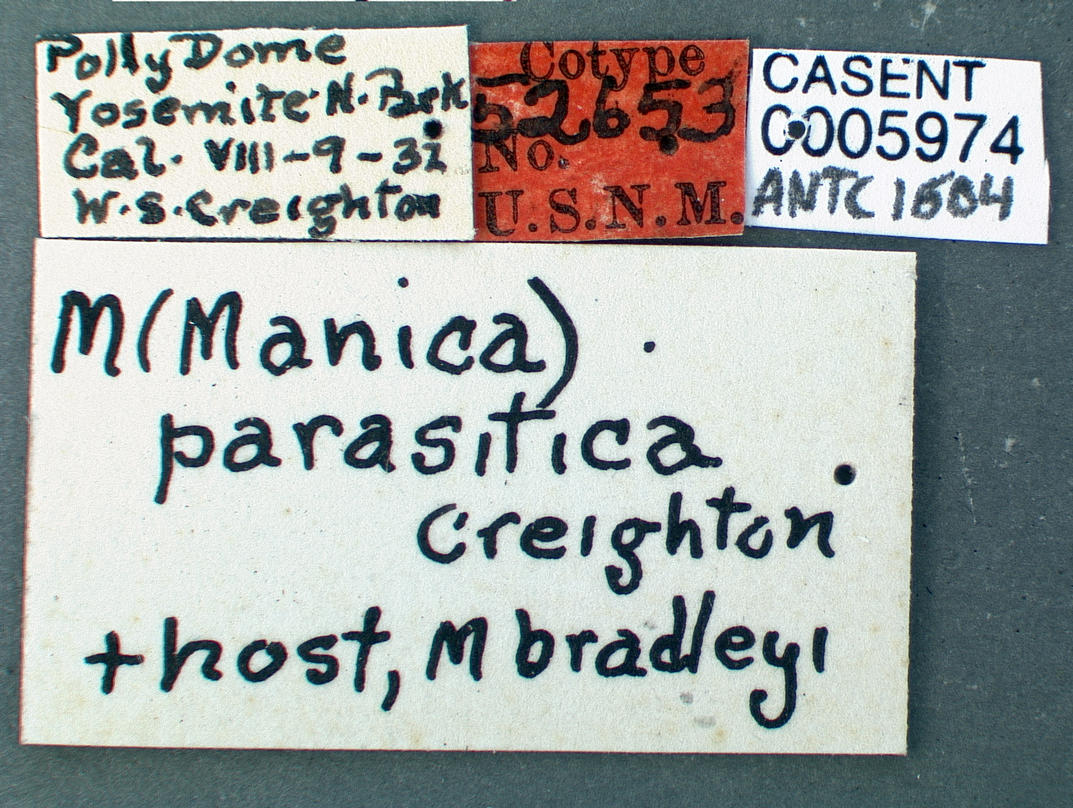